# Macromeles
Macromeles là một chi của thực vật có hoa thuộc họ Hoa hồng. Nó bao gồm hai loài bản địa ở châu Á.
- Macromeles formosana Koidz. – Đài Loan
- Macromeles tschonoskii (Maxim.) Koidz. – Nhật Bản